# Tyto nigrobrunnea
La lechuza  de campanario sula o lechuza de la Taliabu (Tyto nigrobrunnea) es una especie de ave estrigiforme de la familia Tytonidae.

## Distribución
Es endémica de las selvas montanas y submontanas de Taliabu, en las islas Sula (Indonesia).

## Estado de conservación
Está amenazada de extinción por la pérdida de hábitat.